# Јалта
Јалта (рус. и укр. Ялта, од грч. Γιάλτα – „обала“) град је и летовалиште на јужној обали полуострва Крим (спорна територија Русије и Украјине), у подножју Кримских планина.
Према процени из 2012. у граду је живело 78.040 становника, од којих су две трећине Руси, а 25% Украјинци.
Због планина у залеђу града, Јалта није железнички повезана, већ је тролејбуска линија повезује са градом Симферопољ.
У Јалти влада суптропска клима; средња фебруарска температура је 4 степена. Овде врло ретко пада снег и никад се не задржава. Средња јулска температура је 24 °C. Годишње овде има 2.250 сунчаних сати и стално дува поветарац, што је слично условима у Ници.
Овде су живели многи аристократи и познати уметници, попут Чехова, Толстоја и Чајковског.
Од 4. до 11. фебруара 1945. у Ливадијском дворцу у Јалти одржана је Конференција у Јалти, где су велике силе (Русија, В. Британија и САД) одлучивале о уређењу светског поретка после Другог светског рата.

## Становништво
Према процени, у граду је 2012. живело 78.040 становника.
| 1979.  | 1989.  | 2001.  | 2012.  |
| ------ | ------ | ------ | ------ |
| 80.098 | 88.549 | 81.654 | 78.040 |

## Партнерски градови
- Ријека
- Грозни
- Салсомађоре Терме
- Акапулко
- Ница
- Поцуоли
- Баден-Баден
- Батуми
- Еилат
- Родос
- Маргејт
- Анталија
- Шарм ел Шеик